# Велинград
Ве́линград (болг. Велинград) — город в Пазарджикской области Болгарии. Административный центр общины Велинград. Второй по величине город области, Население — 24 518 человек по настоящeму адресу (15.03.2016).
Город расположен в южной части Пазарджикской области, в Чепинской котловине (Западные Родопы).
Образован в 1948 году путём слияния трёх сел: Каменица, Чепино и Лыджене (болг.: Лъджене) и назван именем коммунистки партизанки Велы Пеевой, погибшей в 1944 году.
Климат — альпийский. Короткое, относительно, прохладное лето, долгая мягкая зима. Снежный покров удерживается около 150 дней в году. Среднегодовая температура — 9 градусов Цельсия. Относительная влажность воздуха — 75 %. Атмосферное давление — 693 мм рт. столба.
Изобильные водные ресурсы: озера, реки, ключи. Уникальное карстовое термоконстантное озеро Клептуза. Карстовый источник Клептуза выбрасывает от 600 до 1200 л. воды за секунду на поверхность, питая одновременно два искусственно созданных озера, вокруг которых создана зона отдыха с пляжами. Богатые гидротермальные источники (около 80).
Курортный, бальнеологический центр Болгарии — «СПА столица Балканского полуострова». Санатории, реабилитационные центры, отели, СПА. Богатая флора и фауна. Активное строительство отелей и центров отдыха. Развитая инфраструктура. Поблизости находится лыжный курорт Юндола.

## Известные личности
Родились в Велинграде
- Вела Пеева (1922—1944) — партизанка, именем которой назван город
- Атанас Семерджиев (1924—2015) — партизан, генерал и политик, вице-президент Болгарии (1990—1992)
- Маргарита Попова (р. 1956) — министр (2009—2011) и вицепрезидент Болгарии (2012—2017)
- Лидия Шулева[болг.] (р. 1956) — политик, заместитель председателя Правительства Болгарии (2001—2005), министр труда и социальной политики (2001—2003), министр экономики (2003—2005)
- Николай Гяуров (1929—2004) — оперный певец
- Васил Божков[болг.] (р. 1956) — бизнесмен
- Димо Тонев[болг.] (р. 1964) — волейболист

Умерли в Велинграде
- Вела Пеева (1922—1944) — партизанка
- Методи Шатаров[болг.] (1897—1944) — партизан
- Методи Кърпачев[болг.] (1921—1999) — болгарский революционер
- Милош Колчагов[болг.] (1886—1958) — болгарский революционер
- Федоренко, Николай Трофимович — советский дипломат и востоковед.

Другие
- Иван Лебанов (р. 1957) — олимпийский медалист по лыжным гонкам, кмет города (2007—2015)

| Год  | Население |
| ---- | --------- |
| 1985 | 25 432    |
| 1992 | 25 634    |
| 2000 | 25 411    |
| 2005 | 24 117    |
| 2010 | 23 686    |
| 2016 | 24 518    |

## Фото

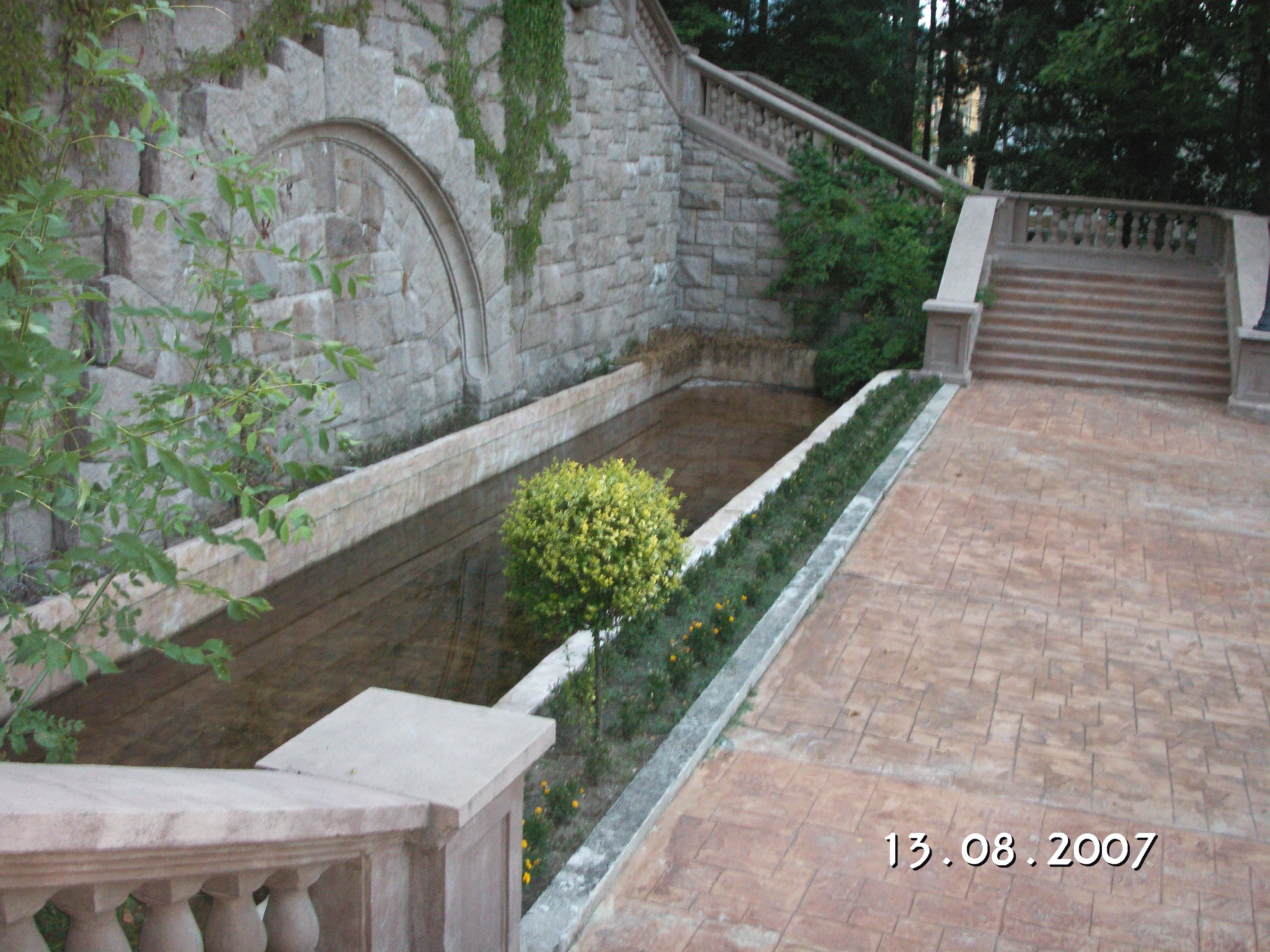
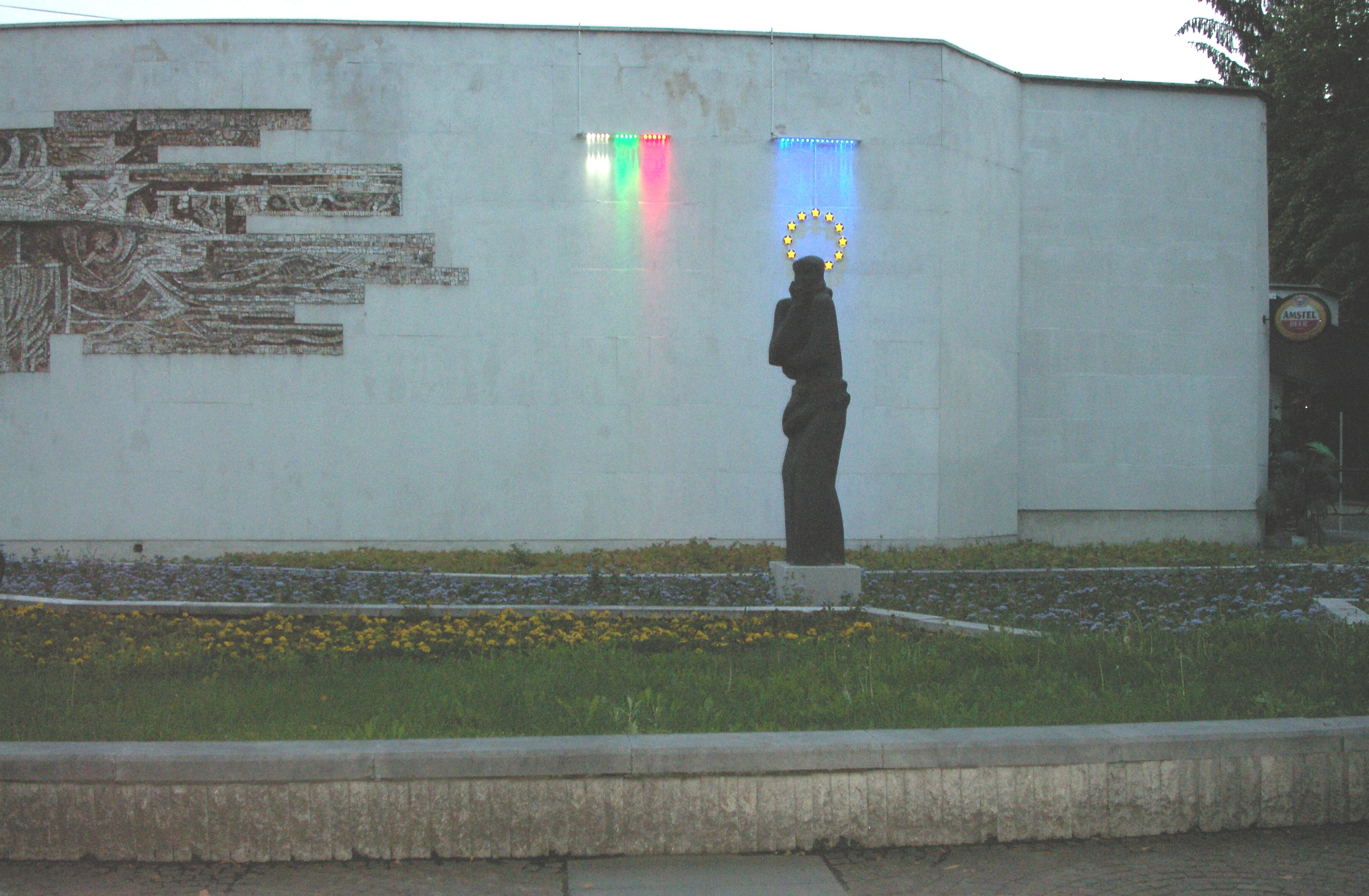
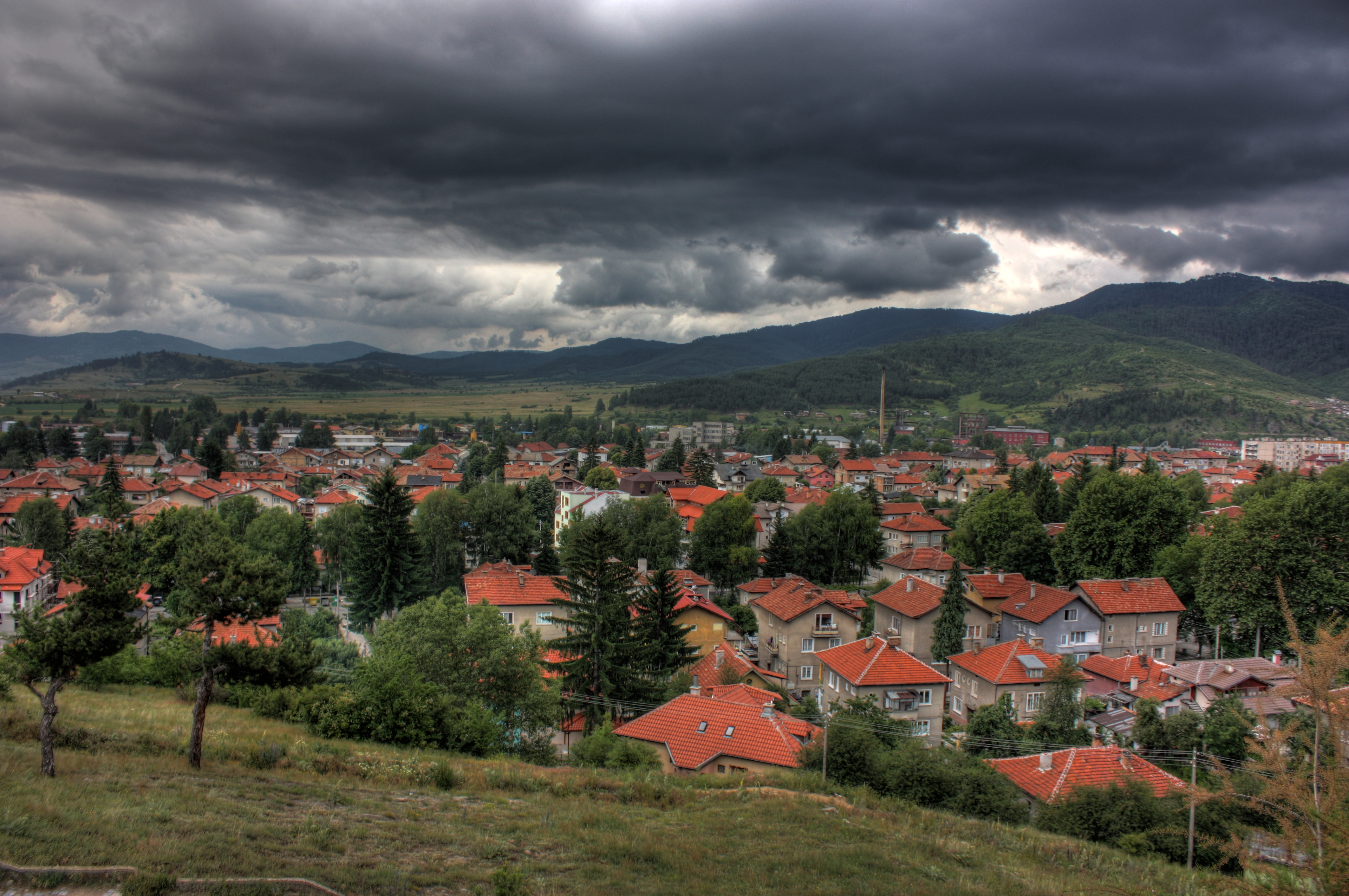
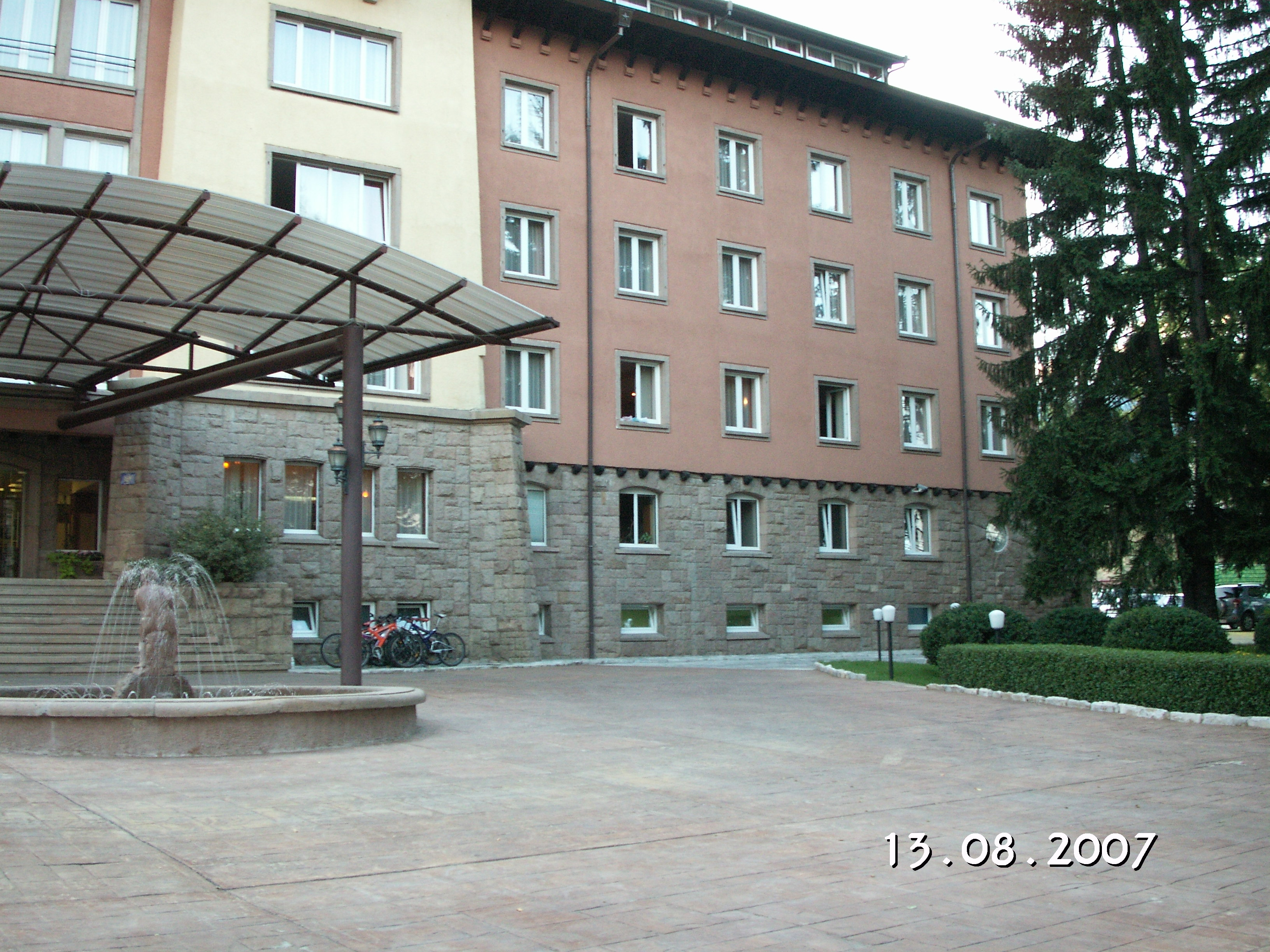